# موشق سانتروسیان
موشق هایراپتی سانتروسیان (ارمنی: Մուշեղ Հայրապետի Սանթրոսյան؛ زادهٔ ۱ ژانویهٔ ۱۸۹۴ - درگذشته ۱۴ دسامبر ۱۹۷۲) یک دانشمند، کارشناس آموزشی و استاد اهل ارمنستان که از تاریخ ۱۹۳۰ تا تاریخ ۱۹۳۱ ریاست دانشگاه دولتی ایروان را برعهده داشت

## زندگی‌نامه
در ۱۳ ژانویه [سبک قدیمی: ۱ ژانویه] ۱۸۹۴ در دیلیجان به دنیا آمد و از دانشکده علوم الهی گئورگیان اچمیادزین (۱۹۱۷) و آکادمی آموزشی کمونیستی کروپسکایا (۱۹۲۶) فارغ‌التحصیل شد. وی همچنین برنده دانشمند شایسته ارمنستان شوروی (۱۹۴۵) شده است. وی در ۱۴ دسامبر ۱۹۷۲ در سن ۷۸ سالگی در ایروان درگذشت.

## یادداشت
1. ↑  մանկավարժական գիտությունների դոկտոր